# Haus des Meeres
La Haus des Meeres (que en alemán significa casa del mar) es un acuario público en Viena, Austria. Se encuentra ubicado en el Parque de Esterhazy, en el centro del distrito Mariahilf, una cuadra al sur de la Mariahilfer Straße. La Haus des Meeres alberga a más de diez mil seres acuáticos en un área de alrededor de 4.000 metros cuadrados (43.000 pies cuadrados) dentro de una torre antiaérea alta de hormigón construida durante la Segunda Guerra Mundial. En 2009, la Haus des Meeres atrajo a un récord de 353.000 mil visitantes, llegando al décimo lugar en la lista de atracciones turísticas de Viena, en un año en que otros lugares perdieron visitantes a raíz de la crisis financiera mundial.